# 브루탈 데스 메탈

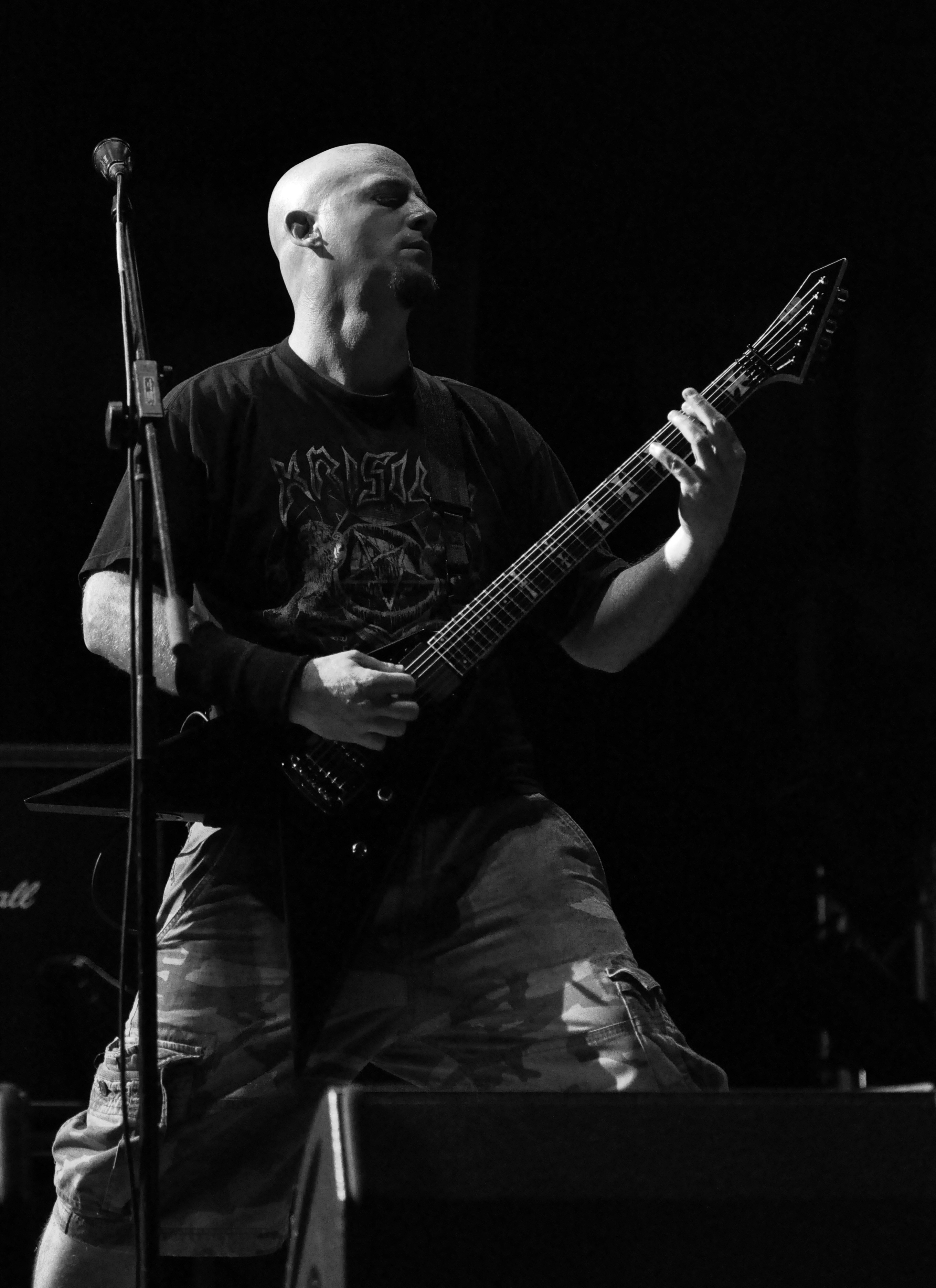

브루탈 데스 메탈(Brutal Death Metal)은 데스 메탈의 극단화된 형태로서 변태적인 죽음, 내면의 사상 등을 소재로 다루며 알아 듣기조차 힘들 정도의 그로울링을 기본으로 데스메탈과 달리 복잡하고 다양한 리프와 테크니컬적인 리듬으로 구성되어 있다.
전 세계적으로 다양한 밴드들이 존재하며 가장 대표적인 밴드로는 브루탈데스메탈의 창시자격인 Suffocation 이 있다.
국내에는 SEED, EL PATRON, DERRICK, VALLEY OF THE HEADLESS, FECUNDATION, CYANOSIS AMPLIFICATION, DOXOLOGY, IMPERIAL DOMINATION, TOKKAEBI, 사형집행단 과 같은 밴드가 있다.